# Скот Прат
Скот Прат (на английски: Scott Pratt) е американски писател на бестселъри в жанра съдебен трилър.

## Биография и творчество
Скот Прат е роден на 16 декември 1956 г. в Соут Хейвън, Мичиган, САЩ. Израства в Джонсбъро, Тенеси. Започва да пише още докато учи в гимназията.
Служи във Военновъздушните сили на САЩ. Получава бакалавърска степен по английски език от Източния държавен университет на Тенеси. По време на следването си е удостоен с наградата „Маклелън“ за творческо писане. Работи като репортер, журналист, колумнист и редактор за всекидневници в Джонсън Сити и Кингспорт, Тенеси.
През 1998 г. получава диплома за доктор по право от Университета на Тенеси. За да учи пътува над 200 мили на ден в продължение на 3 години. После работи в продължение на 10 години като адвокат по наказателно право. Заради конфликт с местен съдия той решава да опита да пише романи.
През 2008 г. е публикуван първият му трилър „Един невинен клиент“ от поредицата „Джо Дилард“. Главният герой Джо Дилард е адвокат по наказателни дела и трябва, въпреки вътрешния си конфликт, да защитава своя клиент. Романът става бестселър и Скот Прат се посвещава на писателската си кариера.
В следващите книги от поредицата кариерата на героя претърпява развитие. Той става прокурор, което му носи нови противоречия и конфликти, а после пак се връща към адвокатурата. Заедно с промените в живота му се развиват и отношенията в семейството му, което прави героя близък до читателите.
Скот Прат живее със семейството си в Джонсън Сити и Пайни Флатс, Тенеси.

## Произведения

### Самостоятелни романи
- Russo's Gold (2011)

### Серия „Джо Дилард“ (Joe Dillard)
1. An Innocent Client (2008)
Един невинен клиент, изд.: ИК „Бард“, София (2009), прев. Асен Георгиев
2. In Good Faith (2009)
3. Injustice For All (2010)
Несправедливост за всички, изд.: ИК „Бард“, София (2012), прев. Елена Чизмарова
4. Reasonable Fear (2012)
5. Conflict of Interest (2013)
6. Blood Money (2013)
7. A Crime of Passion (2014)
8. Judgment Cometh (2016)
9. Due Process (2017)

### Серия „Правосъдие“ (Justice)
1. Justice Redeemed (2015)
2. Justice Burning (2017)
3. Justice Lost (2018)

### Серия „Били Бекет“ (Billy Beckett) – с Кели Ходж)
1. Deep Threat (2019)
2. Divine Strike (2019)
3. Ripcord (2020)

### Новели
- River on Fire (2013)

### Сборници
- Partners in Crime (2014) – с Ребека Форстър, Пол Ливайн, Памела Самюълс-Йънг и Шелдън Сийгъл

### Детска литература
- A Ride on a Cloud (2014)